# Мнема (муза)
Мнема (Мнеме, Мнемо, Мнемэ) (др.-греч. Μνήμη) — муза памяти, одна из трёх «старших муз».

## Происхождение
Эфор Кимский, по словам Арнобия, утверждал, что «старших» муз было три. Согласно Павсанию, ссылающемуся на пересказ Каллиппом из Коринфа в «Истории Орхомена» содержания утерянной поэмы Гегесина, «старших муз» также было три. Кроме того, Павсаний указывает их имена и даёт историю их происхождения. Муз завали: Мелета (Опытность), Мнема (Память) и Аэда (Песня). Жили они на горе Геликон, а первыми людьми, которые на Геликоне принесли жертвы музам и нарекли эту гору «священной горою муз», были дети Алоея — Эфиальт и От. Ссылаясь на Мимнерма, Павсаний утверждает, что старшие музы были дочерьми Урана (Неба), а все остальные («младшие музы») — были дочерьми Зевса. Диодор Сицилийский, ссылаясь на Алкмана, также пишет, что родители трёх «старших» муз — Уран и Гея. И, наконец, Аристарх Самофракийский, также говорит, что «старшие» музы — это дочери Урана и Геи.
Однако по Авсонию мать трёх «старших» муз — Мнемосина, а «младшие девять муз» возникли случайно. Согласно ему, а также Варрону, жители Киферона наняли трёх мастеров и поручили каждому сделать медные статуи трёх муз, чтобы потом из них выбрать лучшие три и поместить их в храм Аполлона. Однако все статуи оказались настолько прекрасны, что жители не смогли выбрать лучшие. В итоге были куплены и освящены в храме все девять, а поэт Гесиод позже дал им новые имена.
Плутарх в своих «Застольных беседах», рассуждая о числе муз, сообщает, что на Хиосе всех муз называют Мнеями. Однако из всех античных авторов, Плутарх единственный, кто говорит об этом.
Также иногда отождествляют Мнему и Мнемозину, соответственно 9 муз (мнемониды) рассматриваются как дочери Мнемы.

## В астрономии
В честь Мнемы назван нерегулярный спутник планеты Юпитер — Мнеме (Юпитер XL).

## В биологии

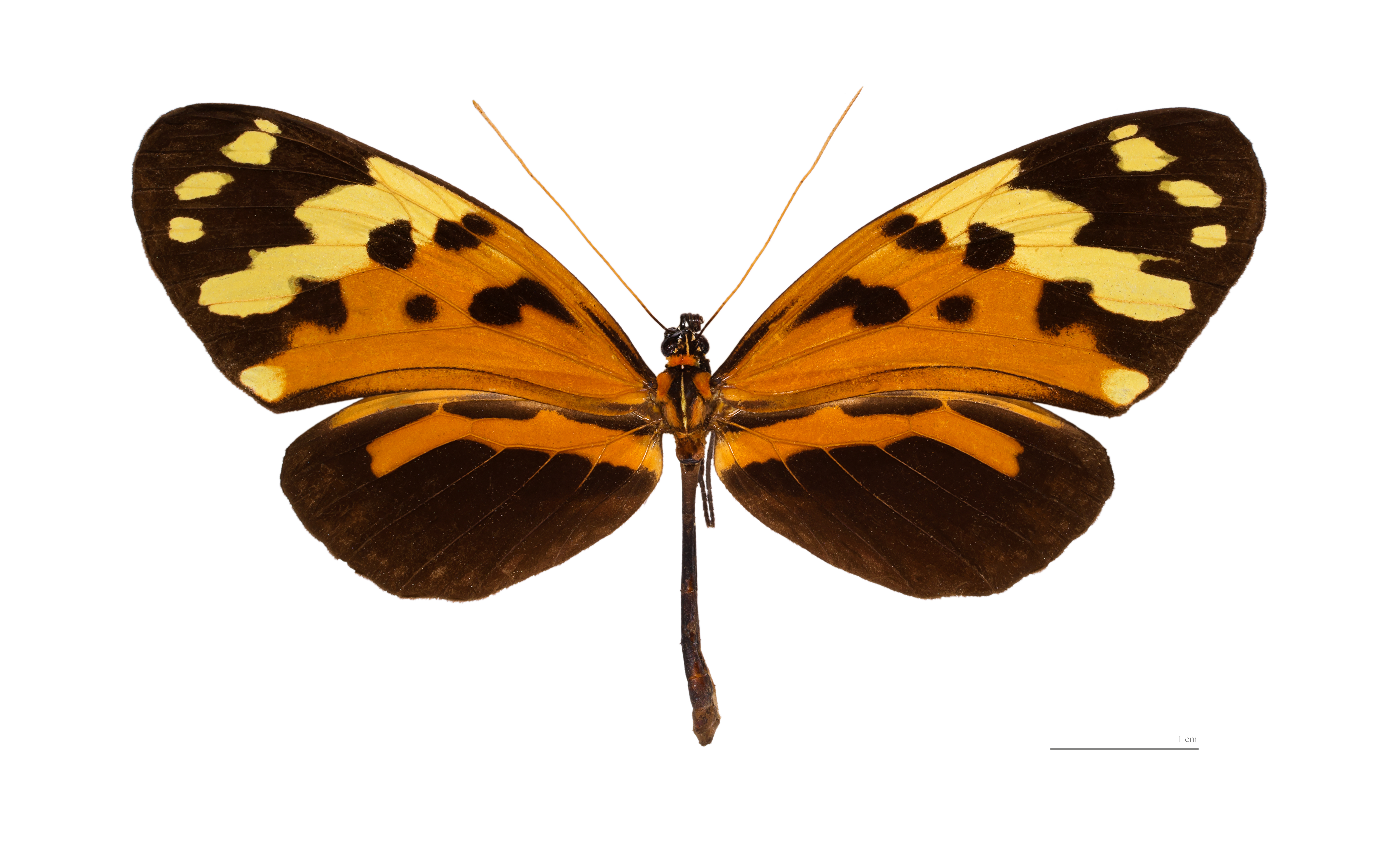
Бабочка Papilio mneme

- В 1763 году Карл Линней описал бабочку Papilio mneme)[11] (в настоящее время Melinaea mneme[фр.]), получившую название в честь музы Мнемы[12].
- Мнемизм — устаревшая научная теория Р. Земона о наследуемости памяти (мнема в данной теории — это органическая основа памяти, сумма энграмм)[13], названная в честь музы Мнемы.

## В литературе
- В сатирическом рассказе Эдгара Аллана По «Как писать рассказ для «Блэквуда»» персонаж мистер Блэквуд, объясняя мисс Психее Зенобии как надо писать рассказы, утверждает, что если в рассказе небрежно и как бы случайно упомянуть, что «вначале было всего три музы — Мелета, Мнема, Аэда», то это обязательно придаст рассказу изысканности[14].